# Muninn Saxum
Il Muninn Saxum è una struttura geologica della superficie di 101955 Bennu.